# Centro Médico Hillel Yaffe
El Centro Médico Hillel Yaffe (en hebreo: המרכז הרפואי הלל יפה) es un hospital situado en la localidad de Hadera, en Israel. El centro fue fundado en 1957. El hospital está cerca de la ciudad de Hadera, a medio camino entre Haifa y Tel Aviv. El hospital sirve a una población de 400.000 habitantes, desde Zikhron Ya'aqov en el norte hasta Netanya en el sur, y desde la costa oeste hasta Umm al-Fahm y la Línea Verde.
La diversidad de los pacientes del hospital es muy variada, representando a toda la población de Israel: población urbana y habitantes de los asentamientos rurales, residentes veteranos y nuevos inmigrantes, judíos, árabes, agricultores, trabajadores industriales y empleados.
Los pacientes disfrutan de servicios médicos avanzados. Esta diversidad también se expresa en la composición demográfica de las persones empleadas por el hospital en las diversas ocupaciones.
El centro médico sirve como modelo para la convivencia pacífica entre judíos y árabes, basada en el entendimiento mutuo y la tolerancia. Durante años, el hospital ha tratado a inmigrantes de la antigua Unión Soviética, Etiopía y otros países.
El centro fue nombrado en honor a un médico israelí que trabajó en varios asentamientos judíos en Palestina durante la Primera Aliyá. El hospital actualmente ofrece servicios médicos para tratar una amplia gamma de problemas médicos, dentro de las diferentes áreas de especialización. El centro tiene aproximadamente 1.500 empleados ocupados en varias habilidades y profesiones: médicos, enfermeras, asistentes de laboratorio, técnicos, paramédicos, personal de mantenimiento y servicio, así como personal administrativo. Todas estas personas trabajan juntas para brindar el mejor servicio posible a los pacientes que lo necesitan.